# Brian Banks
Brian Keith Banks (Los Angeles, 24 luglio 1985) è un ex giocatore di football americano statunitense che ha giocato nel ruolo di linebacker per gli Atlanta Falcons della National Football League (NFL).
La sua vita e la sua vicenda giudiziaria ha ispirato nel 2018 il film Brian Banks - La partita della vita.

## Biografia
Banks era una stella del football delle scuole superiori al Polytechnic High School (Poly) di Long Beach, California e nel 2002 aveva un accordo verbale per unirsi alla prestigiosa University of Southern California. Dopo essere stato falsamente accusato di stupro da una compagna di classe, trascorse più di cinque anni in prigione ma la sentenza fu annullata nel 2012 dopo che la sua accusatrice fu registrata segretamente mentre ammetteva di aver inventato la storia. Dopo la sua scarcerazione, Banks tentò di riprendere la sua carriera nel football, partecipando ai mini-raduni di diverse squadre della NFL, prima di firmare coi Las Vegas Locomotives della United Football League il 20 settembre 2012. Il 3 aprile 2013 firmò con gli Atlanta Falcons, con i quali ha giocato quattro partite, prima di essere svincolato, il 30 agosto 2013.

## Carriera professionistica
Nell'estate del 2012, Banks fu invitato a dei provini con diverse squadre della NFL, tra cui Kansas City Chiefs, San Diego Chargers e San Francisco 49ers. Partecipò anche al minicamp con i Seattle Seahawks, il cui allenatore, Pete Carroll, era stato tra coloro che avevano offerto a Banks una borsa di studio nel 2002 quando questi era il capo-allenatore di USC.

### Las Vegas Locomotives
Banks firmò coi Las Vegas Locomotives della UFL il 20 settembre 2012, disputando due gare e mettendo a segno un tackle prima che la lega sospendesse le sue operazioni ad ottobre.

### Atlanta Falcons
Banks firmò coi Falcons il 3 aprile 2013 e partecipò agli allenamenti facoltativi iniziati il 22 aprile, lottando per un posto in squadra come inside linebacker. L'8 agosto 2013, Banks fece il suo debutto nella prima gara di pre-stagione contro i Cincinnati Bengals, dove fece registrare due tackle. Il 30 agosto 2013 fu svincolato.

## Palmarès
- Ronnie Lott Impact Award - 2013

## Statistiche
NFL
| Partite totali      | 0   |
| Partite da titolare | 0   |
| Tackle              | 0   |
| Sack                | 0,0 |
| Intercetti          | 0   |

UFL
| Partite totali | 2   |
| Tackle         | 1   |
| Sack           | 0,0 |
| Intercetti     | 0   |